# 朱文卿
朱文卿（？—？），號斗墟，湖廣武昌府江夏縣人，明朝政治人物。

## 生平
萬曆七年（1579年）己卯科湖廣鄉試舉人。萬曆二十年（1592年），登壬辰科第二甲第二十三名進士，兵部觀政，授工部主事，二十二年差管滸墅鈔關，二十五年升员外郎，升郎中，二十六年仕至廣信府知府，二十七年京察降调。

## 家族
曾祖朱守富；祖父朱廷政，生员；父朱尚麟，王府引禮官。